# Paulo Santos
Paulo Jorge da Silva dos Santos (Odivelas, 11 de Dezembro de 1972) é um ex-futebolista português que atuava como goleiro.

## Carreira
Foi convocado para o Copa do Mundo de 2006 devido a uma lesão de última hora de Bruno Vale, que já estava anteriormente convocado. Tem no seu currículo a conquista de um Campeonato da Primeira Liga, na temporada de 1993-1994 pelo Benfica, embora só tenha jogado 35 minutos no último jogo.
No dia 19 de dezembro de 2008, rescindiu o contrato que o ligava ao Braga. Em julho de 2009, após um período sem clube, assinou pelo Estoril Praia.
Na temporada de 2010/2011 retornou à Primeira Liga, assinando um contrato válido por uma temporada com o Rio Ave.
Em 2012, aos 39 anos, decidiu colocar um ponto final na carreira. Tornou-se proprietário de um salão de estética e beleza no Jardim da Amoreira, que é gerido pela sua mulher. No ano de 2016 tornou-se representante do mundo 4Life, uma marca internacional de suplementos alimentares e de nutrição.